# Fritz Silberbauer
Fritz Silberbauer (* 4. April 1883 in Leibnitz; † 30. Dezember 1974 in Graz) war ein österreichischer Maler und Grafiker. Er gilt als Mitinitiator der 1923 gegründeten Grazer Sezession.

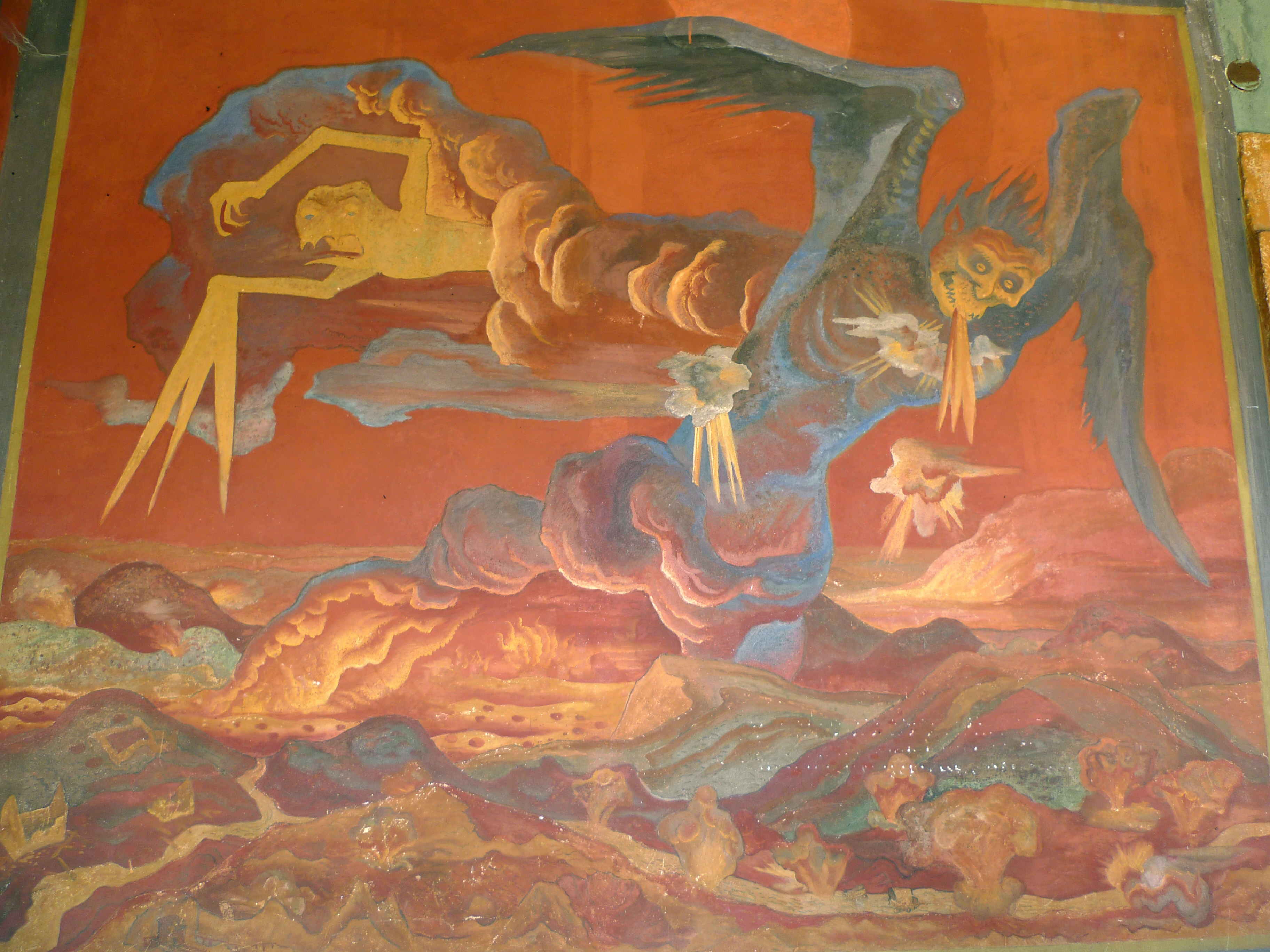
Kriegerdenkmal von Fritz Silberbauer

## Leben
Silberbauer kam als Sohn eines Kaufmanns zur Welt.
Er lernte vier Jahre als Lithograf und arbeitete auch zwei Jahre in dem Beruf. Nebenbei besuchte er die steirische Kunstschule und war dort Schüler von Alfred Schrötter von Kristelli. 1910 bis 1914 studierte er an der Akademie der bildenden Künste Wien als Meisterschüler bei Ferdinand Schmutzer. 1923 gründet er zusammen mit Wilhelm Thöny, Alfred Wickenburg, Hans Wagula, Hans Mauracher und Hans Zotter die Grazer Sezession.
Von 1928 bis 1937 unterrichtete er an der Landeskunstschule in Graz Freskomalerei. Am 31. Mai 1938 beantragte er die Aufnahme in die NSDAP und wurde rückwirkend zum 1. Mai aufgenommen (Mitgliedsnummer 6.271.980). Von 1938 bis 1945 leitete er die Meisterklasse für Malerei an der Kunstgewerbeschule Graz und 1942 als Nachfolger Wickenburgs auch die Meisterklasse für Freskomalerei. Daneben wirkt er an der Technischen Hochschule Graz, der heutigen Technischen Universität Graz, als Honorardozent. Silberbauer wurde von den Nationalsozialisten besonders wegen seiner Wandfresken an Gebäuden geschätzt, er stellte seine Kunst jedoch nicht in den Dienst propagandistischer Zwecke. Auch hat Fritz Silberbauer stets eine vermittelnde und schützende Rolle für seine gerade noch geduldeten Kollegen eingenommen.
Er ist auf dem St.-Leonhard-Friedhof in Graz beigesetzt.

## Auszeichnungen
- 1970: Würdigungspreis des Landes Steiermark für bildende Kunst[3]

## Werk
Der „Wesenheit der Dinge“ Gestalt verleihen, war Silberbauers Anliegen von Beginn seines Schaffens an. Nicht die sichtbare Wirklichkeit, sondern eine Ahnung dessen zu geben, was sich hinter den Erscheinungen verbarg. Ab den 1930er Jahren wandte sich Silberbauer verstärkt den Themenkreisen „Traum“ und „Unterbewusstsein“ zu.
Silberbauer gehörte in den 1920er- und 1930er-Jahren zum geistigen und künstlerischen Zentrum der Moderne in der Steiermark. Vor allem in seinem grafischen Werk der 1920er-Jahre entwickelte er eine innovative, eigenständige Formensprache. Insgesamt ist sein stilpluralistisches Werk einer eher heimatverbundenen, gemäßigten Moderne zuzurechnen, die auch in der Zeit des „Ständestaates“ mit dessen Kunstauffassung in Einklang stand. Charakteristisch dafür sind seine Wandgestaltungen in Freskotechnik, die meist in einem vereinfachenden, flächigen Realismus gehalten sind, seine neusachlichen Porträts, seine teils romantischen Naturdarstellungen sowie Bilder im Stil des magischen Realismus.

## Ausstellungen
- Vor 1938: Insgesamt 30 Ausstellungen in Graz, Wien, Linz, München, Warschau, New York, Bern, London, Venedig, Brünn/Brno (SK), Batavia/Jakarta, Surabaya (ID)[5]
- 1938 bis 1945: 11 Ausstellungen in Graz, Wien, Straßburg/Strasbourg/Schdroosburi (FR), Leoben[5]
- 1946 bis 1974: 12 Einzelausstellungen und 23 Ausstellungsbeteiligungen[5]
- 1981: Malerei und Graphik der Zwischenkriegszeit 1918–38, Galerie Ariadne, Thomas Netusil Kunsthandel, Vienna
- 1997: Linien der Leidenschaft, Neue Galerie Graz, Universalmuseum Joanneum, Graz
- 2005: Description and image, Neue Galerie Graz, Universalmuseum Joanneum, Graz
- 2005: Jenseits des Horizonts. Phantastisches und Abgründiges im Werk Fritz Silberbauers, Stadtmuseum Graz
- 2006: Description: Zur Natur des Menschen. Genremalerei des 19. und frühen 20. Jahrhunderts, Neue Galerie Graz, Universalmuseum Joanneum, Graz
- 2010: Fritz Silberbauer und Alfred Resch, Burgmuseum Archeo Norico, Deutschlandsberg
- 2010: Die Kunst der Anpassung. Steirische KünstlerInnen im Nationalsozialismus zwischen Tradition und Propaganda, Stadtmuseum Graz
- 2011: Ocassion, galerie remixx, Graz
- 2014: Aus der Sammlung: Der Erste Weltkrieg aus künstlerischer Sicht, Landesgalerie am Oberösterreichischen Landesmuseum, Linz